# José Manuel Lara (jugador de golf)
José Manuel Lara (Valencia, Comunidad Valenciana, España, 21 de mayo de 1977) es un golfista español. Pasó al profesionalismo en el año 1997, ganando desde entonces 2 torneos del Circuito Europeo, un torneo del challenge tour, Ganador del Ranking del circuito español de profesionales en 2001 y ganador de 5 pruebas del mismo. Ha disputado además 2 Majors US Open 2009, Brithish Open 2010.
Actualmente en TV, Movistar golf Academy, programa de instrucción Lara golf Academy.

## Victorias como Amateur (25)
1 European Junior Amateur Championship, 
1 Spanish Amateur Open Championship
1 Cto canarias 
1 Cto amateur región de Murcia
2 Copa Principe de Asturias 
3 Cto amateur C. valenciana
1 Copa Andalucía 
1 Campeón dé España cat 14 años 
1 Campeón de España cat 15 años
1 Campeón dé España Cadete 
2 Campeón dé España boys 
1 Solverde cup Portugal
4 Cto junior C. Valenciana
5 Copa de las Naciones ,Italia,Portugal, Francia x3.

## Victorias como profesional (9)

### Circuito Europeo (2)
| Núm. | Fecha                                    | Torneo                                              | Puntuación ganadora | A par | Margen de victoria | Subcampeones   |
| ---- | ---------------------------------------- | --------------------------------------------------- | ------------------- | ----- | ------------------ | -------------- |
| 1    | 19 de noviembre de 2006 (temporada 2007) | UBS Hong Kong Open (cosancionado por el Asian Tour) | 64-66-66-69=265     | −15   | 1 golpe            | Juvin Pagunsan |
| 2    | 19 de septiembre de 2010                 | Austrian Golf Open                                  | 66-71-70-64=271     | −17   | Playoff            | David Lynn     |

### Circuito Challenge (1)
| Núm. | Fecha                    | Torneo           | Puntuación ganadora | A par | Margen de victoria | Subcampeones  |
| ---- | ------------------------ | ---------------- | ------------------- | ----- | ------------------ | ------------- |
| 1    | 13 de septiembre de 1998 | Warsaw Golf Open | 69-70-66-68=273     | −11   | 2 golpes           | Raimo Sjöberg |

### Otras Victorias (5)
- 2001 Peugeot Oliva Nova
- 2001 Peugeot Pula Golf
- 2001 Ganador Gran Final Circuito Español
- 2008 Peugeot Loewe Tour de Maioris
- 2009 Peugeot Loewe Tour Golf Escorpión (Alps Tour)

## Resultados en los grandes
| Torneo                | 2008 | 2009 | 2010 |
| --------------------- | ---- | ---- | ---- |
| Masters de Augusta    | DNP  | DNP  | DNP  |
| U.S. Open             | DNP  | CUT  | DNP  |
| The Open Championship | DNP  | DNP  | CUT  |
| PGA Championship      | DNP  | DNP  | DNP  |

CUT = No pasó el corte

DQ = Descalificado

"T" indica: empatado con otros.

Fondo amarillo indica puesto entre los 10 primeros (top-10).

## Resultados en Series Mundiales de Golf
| Torneo                       | 2007 |
| ---------------------------- | ---- |
| WGC-Campeonato Cadillac      | DNP  |
| WGC Match Play               | DNP  |
| WGC-Bridgestone Invitational | 76   |
| WGC-HSBC Champions           | DNP  |

DNP = No jugado (Did Not Play)
T = Empatado con otros
Fondo amarillo, puesto entre los diez primeros (top ten).

Apariciones en Equipos Nacionales 
World Junior championship 1992 Izumo Japón (bronce)
World junior Championship 1993
Japón (medalla de plata)
European boys Team Championship
Ascona Suiza (Bronce)1993
European boys Team championship
Vilamoura , Portugal (bronce)1994
European boys Team championship 1995 Woodhallspa , Uk, (bronce)
European junior Championship,1996
Madeira , Portugal, (plata)
European amateur championship,1997
Portmarnock , Irlanda,(oro)
World amateur Championship 1997
Filipinas, (bronce)

## Apariciones en Equipos Europeos
Amateur
- Jacques Léglise Trophy]] (representando al Continente de Europa): 1993

- Jacques Léglise Trophy]] (representando al Continente de Europa): 1994

- Jacques Léglise Trophy (representando al Continente de Europa): 1995

- St Andrews Trophy (representando al Continente de Europa): 1996

- Eisenhower Trophy (representando a España): 1997

Profesional
- Copa Mundial de Golf (representando a España): 2007

- Datos: Q327565
- Multimedia: José Manuel Lara / Q327565